# Sebasticook River
Der Sebasticook River ist ein linker Nebenfluss des Kennebec River im US-Bundesstaat Maine.

## Flusslauf
Der Sebasticook River bildet den Abfluss des Great Moose Lake nördlich von Hartland. In Hartland befindet sich der Morgan Dam am Flusslauf. Der Sebasticook fließt weiter in südsüdöstlicher Richtung nach Pittsfield. Kurz darauf trifft der East Branch Sebasticook River von Norden kommend auf den Sebasticook River. Anschließend wendet sich der Fluss in Richtung Südsüdost. Er passiert die Orte Burnham, Clinton und Benton. Die Maine State Route 100 folgt dem Fluss. Schließlich erreicht der Sebasticook River Winslow, wo er in den Kennebec River mündet. Der Sebasticook River hat eine Länge von 66 km. Sein Einzugsgebiet umfasst 2522 km².

## Fauna
Das Flusssystem des Sebasticook River war früher ein wichtiges Laichgebiet der Wolfsbarschart Morone saxatilis, der Heringsarten Alosa sapidissima und Alosa pseudoharengus der Gattung Alosa sowie anderer Wanderfische. Im Rahmen des Renaturierungsprogramms im Einzugsgebiet des Kennebec River wurde der Fort Halifax Dam in Winslow im Jahr 2003 abgerissen, um den oberhalb gelegenen Flussabschnitt wieder für wandernde Fische zugänglich zu machen.

## Wasserkraftanlagen
Am Sebasticook River befinden sich mehrere Wasserkraftanlagen:
- Hartland, am Morgan Dam
- 2 Anlagen in Pittsfield
- Burnham, oberhalb von Burnham, 1,7 MW mit 3 Einheiten
- Benton Falls, bei Benton, 4,2 MW mit 2 Einheiten
- Fort Halifax, in Winslow, stillgelegt